# Tito Gómez (sonero)
Tito Gómez, cuyo nombre real era José Antonio Tenreiro Gómez (La Habana, Cuba, 30 de enero de 1920-La Habana, 16 de octubre de 2000) fue un cantante de son montuno y música cubana, conocido especialmente por su éxito Vereda tropical.
En 1938, ganó un concurso radiofónico de cantantes en Cuba y, poco después entró a formar parte de la orquesta Sevilla Biltmore. Sólo un año más tarde,  se incorporó a la Orquesta Riverside. 
En los años 1970, formó parte del grupo Orquesta Jorrín, liderado por Enrique Jorrín, conocido como pionero del cha-cha-chá. Estuvo activo, tocando con sus propios grupos o con otros artistas.